# Авторское право в Узбекистане
Авторское право в Узбекистане регулируется законом от 20 июля 2006 года № ЗРУ-42 «Об авторском праве и смежных правах».
Все вопросы авторского права находятся в компетенции Агентства по интеллектуальной собственности при Министерстве юстиции Республики Узбекистан.

## История
Узбекистан долгое время входил в состав Российской империи и в состав СССР — до 31 августа 1991 года. Соответственно на территории республики действовали законы об авторском праве Российской империи, законодательство об авторском праве СССР.
После распада СССР и образования Содружества Независимых Государств, бывшие союзные республики взяли обязательство руководствоваться законами Союза ССР до принятия новых законов.
31 мая 1991 года было принято Постановление Верховного Совета СССР «О введении в действие Основ гражданского законодательства Союза ССР и республик» с разделом «Авторские права». Этот раздел содержал положения, в которых срок действия авторского права устанавливался в 50 лет (ст. 137), что соответствовало международной практике; вводились смежные права (ст. 141), которые действовали в течение 50 лет.
24 сентября 1993 года в Москве было подписано Соглашение о сотрудничестве в области охраны авторского права и смежных прав главами 10 государств СНГ — Армении, Беларусь, Казахстана, Кыргызстана, Молдовы, Российской Федерации, Таджикистана, Туркмении, Узбекистана, Украины.
После распада Советского Союза Узбекистан, как независимое государство, сформировал также свои законы.
30 августа 1996 года в Узбекистане была принята первая редакция Закона «Об авторском праве и смежных правах» № 272-I. Действующий Закон от 2007 года (новая редакция) полностью соответствует требованиям Бернской Конвенции об охране литературных и художественных произведений.
Новая редакция Закона Республики Узбекистан «Об авторском праве и смежных правах», вступившая в действие 20 июля 2006 года ужесточает ответственность за нарушение прав авторов в Узбекистане. Ужесточение относится к интернет-провайдерам. Принятый Закон содержит термин «доведение до всеобщего сведения». Это действие представляет собой исключительное право авторов, размещение же в Сети фильмов и музыки без заключения договоров с ними является нарушением законодательства.
Автор произведения имеет исключительное право на использование его произведения в Интернете. Всякое использование произведения автора в Интернете должно быть «авторизовано», то есть, разрешено автором. Если автор не согласен, то его произведение нельзя вкладывать в Интернет.

## Содержание закона
Согласно ст. 5 закона № ЗРУ-42, авторское право распространяется на произведения науки, литературы и искусства, являющиеся результатом творческой деятельности, независимо от назначения и достоинства произведения, а также от способа его выражения.
Авторское право распространяется как на обнародованные, так и на необнародованные произведения, находящиеся в какой-либо объективной форме:
- письменной (рукопись, машинопись, нотная запись и т. д.);
- устной (публичное произнесение, публичное исполнение и т. д.);
- звуко- или видеозаписи (механической, магнитной, цифровой, оптической и т. д.);
- изображения (рисунок, эскиз, картина, план, чертеж, кино-, теле-, видео- или фотокадр и т. д.);
- объемно-пространственной (скульптура, модель, макет, сооружение и т. д.);
- других формах.

Авторское право распространяется на форму выражения, а не на идеи, принципы, методы, процессы, системы, способы или концепции как таковые.
В ст. 6 установлено, что объектами авторского права в Узбекистане являются:
1. литературные произведения (литературно-художественные, научные, учебные, публицистические и т. п.);
2. драматические и сценарные произведения;
3. музыкальные произведения с текстом или без текста;
4. музыкально-драматические произведения;
5. хореографические произведения и пантомимы;
6. аудиовизуальные произведения;
7. произведения живописи, скульптуры, графики, дизайна и другие произведения изобразительного искусства;
8. произведения декоративно-прикладного и сценографического искусства;
9. произведения архитектуры, градостроительства и садово-паркового искусства;
10. фотографические произведения и произведения, полученные способами, аналогичными фотографии;
11. географические, геологические и другие карты, планы, эскизы и произведения, относящиеся к географии, топографии и другим наукам;
12. программы для ЭВМ всех видов, в том числе прикладные программы и операционные системы, которые могут быть выражены на любом языке программирования и в любой форме, включая исходный текст и объектный код;
13. другие произведения, отвечающие требованиям, установленным статьей 5 настоящего Закона.

Согласно ст. 7 объектами авторского права являются также части произведений, отвечающие требованиям, установленным статьей 5 Закона:
- части произведения (включая его название), которые могут использоваться самостоятельно;
- производные произведения (переводы, обработки, аннотации, рефераты, резюме, обзоры, инсценировки, аранжировки, адаптации и другие переработки произведений науки, литературы и искусства);
- сборники (энциклопедии, антологии, базы данных) и другие составные произведения, представляющие собой по подбору или расположению материалов результат творческого труда.

Производные и составные произведения охраняются авторским правом независимо от того, являются ли произведения, на которых они основаны или которые они включают, объектами авторского права.
По ст. 12 Закона авторское право на произведение, созданное совместным творческим трудом двух или более физических лиц, принадлежит соавторам совместно независимо от того, образует ли такое произведение одно неразрывное целое или состоит из частей, каждая из которых имеет также самостоятельное значение.
Часть произведения признается имеющей самостоятельное значение, если она может быть использована независимо от других частей этого произведения.
По закону об авторском праве Узбекистана юридически авторское право действует в течение всей жизни автора и пятидесяти лет после его смерти, кроме случаев, предусмотренных Законом и другими законами (статья 35). Авторское право на произведение, созданное в соавторстве, действует в течение всей жизни соавторов и пятидесяти лет после смерти последнего из авторов, пережившего других соавторов. Авторское право на произведение, правомерно обнародованное под псевдонимом или анонимно, действует в течение пятидесяти лет после его обнародования. Если в течение указанного срока псевдоним или аноним раскроет свою личность или его личность не будет далее оставлять сомнений, то применяются сроки, указанные в части первой настоящей статьи. Авторское право на произведение, впервые выпущенное в свет после смерти автора, действует в течение пятидесяти лет после его выпуска в свет.
Право авторства, право на авторское имя (то есть право быть названным автором) и право на защиту репутации автора охраняются бессрочно.

## Защита авторского права
За нарушение авторских и смежных прав предусматривается уголовная, гражданская, и административная ответственность. Защита осуществляется судом. В Законе Республики Узбекистан определены следующие способы защиты путём требования от нарушителя: признания прав; восстановления положения, существовавшего до нарушения права; возмещения убытков, включая упущенную выгоду; выплаты компенсации вместо возмещения убытков или взыскания дохода; принятия иных предусмотренных законодательными актами мер, связанных с защитой их прав; требования компенсации морального вреда.
Уголовный кодекс Узбекистана конкретизирует наказания за нарушения авторских прав. Согласно ст. 149 УК Республики Узбекистан «Присвоение авторства, принуждение к соавторству на объекты интеллектуальной собственности, а равно разглашение без согласия автора сведений об этих объектах до их официальной регистрации или публикации» наказывается штрафом от двадцати пяти до семидесяти пяти минимальных размеров заработной платы или лишением определенного права до пяти лет, или исправительными работами до трех лет либо арестом до шести месяцев.

## Исключения
Согласно ст. 8 Закона следующие не являются объектами авторского права:
- официальные документы (законы, постановления, решения и т. п.), а также их официальные переводы;
- официальные символы и знаки (флаги, гербы, ордена, денежные знаки и т.п.);
- произведения народного творчества;
- сообщения о новостях дня или сообщения о текущих событиях, имеющие характер обычной пресс-информации;
- результаты, полученные с помощью технических средств, предназначенных для производства определенного рода, без осуществления человеком творческой деятельности, непосредственно направленной на создание индивидуального произведения.